# Parque Nuevas Generaciones Urbanas
El Parque Nuevas Generaciones Urbanas es el nombre que recibe un espacio público localizado en la Parroquia Caricuao del Municipio Libertador, al oeste del Distrito Metropolitano de Caracas, y al centro norte del país sudamericano de Venezuela. Se trata de un centro deportivo de carácter gratuito, enfocado en los deportes extremos, y el cual posee una extensión de 4 mil metros cuadrados.
Fue inaugurado en 2011 como una alternativa para el esparcimiento en el oeste de la ciudad. Entre sus atractivos se encuentran: una pared de escalada de 2 metros, 2 piscinas secas, espacios para patineteros, skaters y BMX, circuito de ciclismo, un café, seguridad por parte del Guardia Nacional y un sector reservado para que los grafiteros pueden elaborar sus creaciones. Es también el lugar donde funciona la Escuela de Artes Callejeras, donde se dictan clases de patinaje, escalada, patineta, danza callejera y Bailoterapia.
Fue construido donde antes se localizo un anfiteatro, en el sector UD 3 de Caricuao, cerca de la estación de Metro Zoológico y la Avenida Principal de Caricuao. Es una propiedad pública administrada por el gobierno del Municipio Libertador y el Distrito Capital.
En 2014, adicionalmente se dispuso internet gratuito en el área, con la instalación de 4 antenas.